# Calao de Monteiro
Tockus monteiri
Espèce
Statut de conservation UICN

 LC  : Préoccupation mineure
Répartition géographique
Le Calao de Monteiro (Tockus monteiri) est une espèce d'oiseau appartenant à la famille des Bucerotidae.

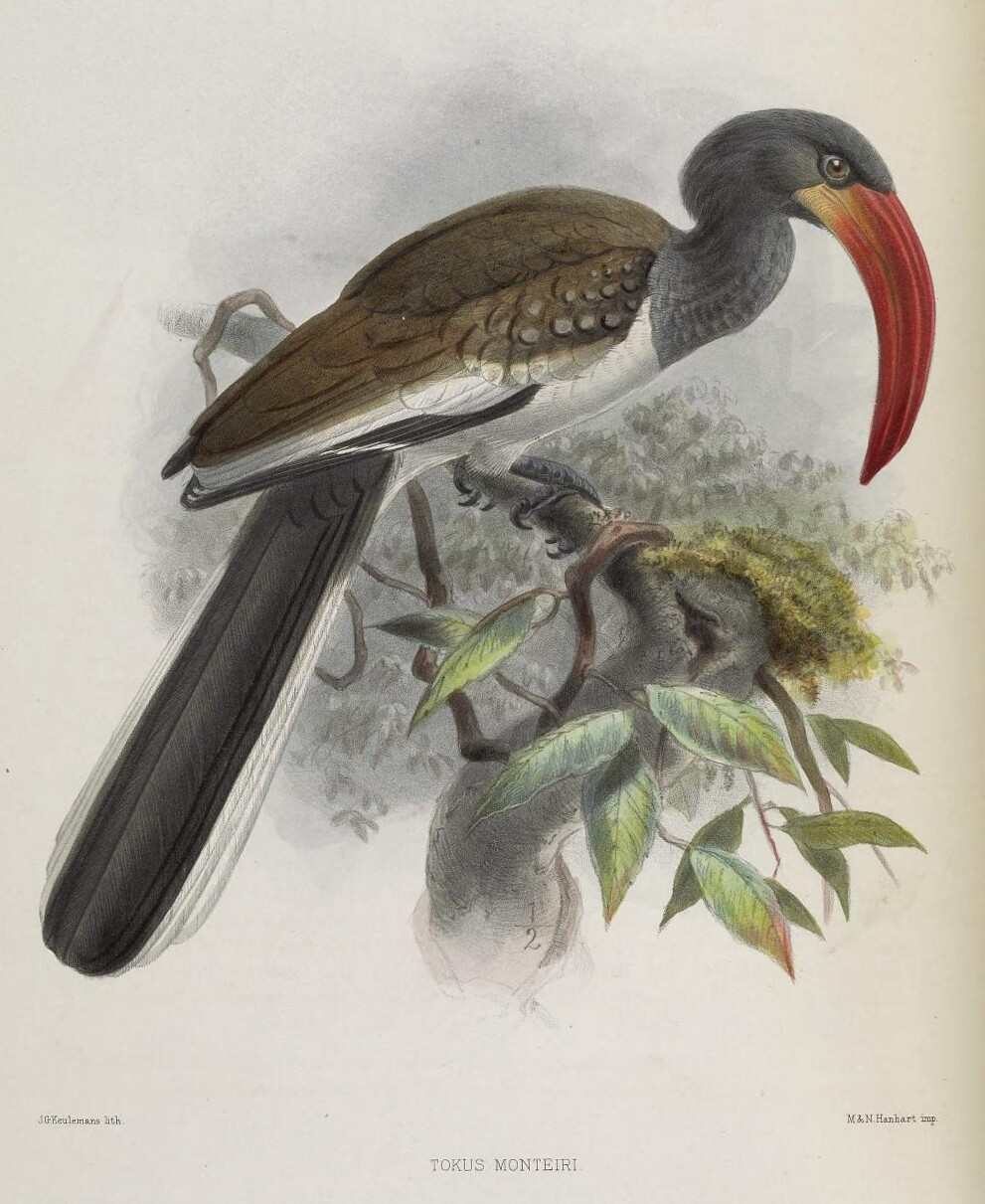
Illustration dans A monograph of the Bucerotidæ, or family of the hornbills.